# 레니모니
레니모니는 대한민국의 음악 그룹이다. 2016년 소피루비 OST <Twinkle>로 데뷔했다.

## 음반
- 소피루비 오프닝 (2016)
- 소피루비 엔딩 (2016)
- 바다의 왕자 (2017)
- 터닝메카드 R 엔딩 (2017)
- 소피루비 OST Part.7 (2018)
- 소피루비 OST Part.8 (2018)